# 1991년 뉴욕 영화 비평가 협회상
제57회 뉴욕 영화 비평가 협회상은 1991년 영화를 대상으로 하는 시상식이다.

## 수상 및 후보

### 작품상
- 양들의 침묵

### 감독상
- 양들의 침묵 - 조나단 드미 수상

### 각본상
- 네이키드 런치 - 데이빗 크로넨버그 수상

### 여우주연상
- 양들의 침묵 - 조디 포스터 수상

### 남우주연상
- 양들의 침묵 - 안소니 홉킨스 수상

### 여우조연상
- 네이키드 런치 - 주디 데이비스 수상
- 바톤 핑크 - 주디 데이비스 수상

### 남우조연상
- 정글 피버 - 사무엘 L. 잭슨 수상

### 촬영상
- 바톤 핑크 - 로저 디킨스 수상

### 다큐멘터리상
- 파리 이즈 버닝

### 외국영화상
- 유로파 유로파

### 신인감독상
- 보이즈 앤 후드 - 존 싱글톤 수상